# ロチェスター・フィルハーモニー管弦楽団
ロチェスター・フィルハーモニー管弦楽団（Rochester Philharmonic Orchestra）は、アメリカ合衆国ニューヨーク州ロチェスターを本拠地とするオーケストラである。本拠地ホールは、イーストマン音楽学校のイーストマン劇場である。

## 沿革
1922年、イーストマン・コダックの経営者であり、音楽愛好家のジョージ・イーストマンによって設立された。年間140回以上の演奏会を行う。また、ロチェスター地区の第8学年から第12学年の若い音楽家からなるロチェスター・フィルハーモニック・ユース・オーケストラ（Rochester Philharmonic Youth Orchestra）のスポンサーでもある。
積極的な演奏旅行と数々の録音によっても名高い。1939年から1964年までイーストマン音楽学校の教員も団員として加わり、イーストマン・ロチェスター管弦楽団（Eastman-Rochester Orchestra）の名で主にマーキュリー・レーベルに録音を残した。その際の指揮者はハワード・ハンソンが、ロチェスター・ポップスオーケストラの指揮者はフレデリック・フェネルが担当した。
1973年から音楽監督を務めたジンマンのもとで鍛えられたオーケストラは、国際級のアンサンブルとして認知されるようになった。

1990年から2008年まで、コロラド州ヴェイルで毎年夏に開催される「ブラヴォ!ヴェイル・ヴァレー音楽祭」のレジデント・オーケストラとなっていた。

## 歴代音楽監督
歴代音楽監督等は次のとおり。
- ユージン・グーセンス（1923年 - 1931年）
- アルバート・コーツ（1924年 - 1925年）
- ホセ・イトゥルビ（1936年 - 1944年）
- エーリヒ・ラインスドルフ（1947年 - 1956年）
- セオドア・ブルームフィールド（1959年 - 1963年）
- ショモギー・ラースロー（1964年 - 1968年）
- ウォルター・ヘンドル（1968年 - 1970年）
- サミエル・ジョーンズ（1970年 - 1970年）(レジデント・コンダクター)
- デイヴィッド・ジンマン（1973年 - 1985年）
- イェジー・セムコフ（1985年 - 1993年）(音楽顧問)
- マーク・エルダー（1989年 - 1994年）
- ロバート・バーンハート（1994年 - 1998年）(音楽顧問)
- クリストファー・シーマン（1998年 - 2011年）
- アーリル・レンメライト（2011年 - 2013年）
- ウォード・ステア（2014年 - 2021年）
- アンドレアス・デルフス（2021年 - ）[4]